# Templo de Quito, Ecuador
El Templo de Quito Ecuador es uno de los templos construidos y operados por la Iglesia de Jesucristo de los Santos de los Últimos Días, el segundo templo SUD construido en Ecuador, ubicado en la parroquia de Cumbayá de la ciudad de Quito. Previo a la construcción del templo en Quito, los fieles de la región viajaban al templo de Guayaquil para sus ceremonias eclesiásticas.
Ubicado a una altitud de 2397 metros (7864,2 pies) metros sobre el nivel del mar, el templo de Quito, junto al templo de Cochabamba (2651 metros (8697,5 pies) metros sobre el nivel del mar), es uno de los templos más elevados de su tipo que hay en el mundo. El templo se encuentra a 19 739 kilómetros (12 265,3 mi) del Templo de Singapur, en el continente asiático, que los coloca entre los templos SUD más distantes uno del otro a nivel mundial.

## Ubicación
La construcción del templo en Quito fue anunciado por el entonces presidente de la iglesia SUD Thomas S. Monson durante la conferencia general de la iglesia el 3 de abril de 2016 junto con el Templo de Belém, el templo de Harare en el país de Zimbabue y el segundo templo en Perú, el templo de Los Olivos en Lima.  Tras el anuncio público, la iglesia en ese país buscó un terreno adecuado, ubicado a orillas de la Ruta Viva, a unos 5 km del aeropuerto internacional Mariscal Sucre. 

## Construcción
El evento relacionado con la ceremonia de la primera palada fue anunciado en una carta a las autoridades locales de Ecuador. La ceremonia, que incluye una oración dedicatoria del lugar de construcción, tuvo lugar el 7 de marzo de 2019, presidida por Enrique R. Falabella junto a otros líderes locales de la iglesia y civiles. Adjunto al comunicado de prensa que anunciaba la ceremonia de la primera palada, la iglesia presentó una versión oficial del edificio y su ubicación en un terreno cercano al Aeropuerto.
Para junio de 2019 el perímetro del templo se había delineado sobre el terreno y la excavación comenzó para la fundación del edificio. Para fines de 2019, la construcción incluía la fundación y las paredes ya alzadas. Las paredes exteriores del piso principal tenían las aberturas respectivas para las ventanas y puertas. Barras de acero alineaban los bordes del edificio en preparación para el vertido del concreto, el cual comenzó en enero de 2020 junto con el refuerzo para la torre central. Para marzo de 2020 se había iniciado la construcción del edificio anexo para hospedar a usuarios de comunidades lejanas. Para mayo de 2020 se ergieron la torre central y el pináculo sobre el cual se asentaría la estatua clásica del ángel Moroni. Los jardines así como las luces de iluminación exterior se completaron a inicios de 2021. Para marzo de 2021, la construcción incluía los caminos peatonales y el asfaltado de los estacionamientos.